# Naoufel Khacef
Naoufel Khacef (en arabe : نوفل خاسف), né le 27 octobre 1997 à Kouba, est un footballeur international algérien évoluant au poste d'arrière gauche au CR Belouizdad.

## Biographie

### Carrière en club
Issu de l'académie de l'USM Blida, avant de rejoindre l'USM Alger en 2015 puis le NA Hussein Dey en 2016, avec qui il fait ses débuts professionnels le 10 septembre 2016 lors du match de championnat algérien contre l'USM Bel-Abbès,.
En février 2020, il est prêté jusqu'à la fin de saison à Bordeaux avec option d'achat, où il joue avec l'équipe réserve. Mais son transfert est entaché par un contentieux juridique entre Eduardo Macia (un dirigeant du club aquitain) et son agent qui estime avoir été flouté, et l'option d'achat n'est ainsi finalement pas levée. 
Le 3 septembre suivant, il est définitivement transféré au CD Tondela. Il s'imposant rapidement avec le club de Beira Alta, autant en championnat qu'en coupe, sa forme en club lui valant son premier appel en sélection nationale.

### Carrière en sélection
Ayant déjà été appelé en équipe algérienne des moins de 20 ans en juillet 2015, puis avec les moins de 23 ans, Khacef est appelé une première fois en équipe d'Algérie en mars 2021,.

## Style de jeu
Évoluant au poste d'arrière latéral gauche, il est décrit comme un arrière offensif, habile dans les dribbles et les centres,, comparé notamment à son compatriote Youcef Atal qui évolue sur le côté opposé.

## Statistiques

### En club
| Saison                | Club                         | Championnat           | Championnat | Championnat | Championnat | Coupe nationale | Coupe nationale | Coupe nationale | Coupe de la Ligue | Coupe de la Ligue | Coupe de la Ligue | Supercoupe | Supercoupe | Supercoupe | Compétition(s) continentale(s) | Compétition(s) continentale(s) | Compétition(s) continentale(s) | Compétition(s) continentale(s) | Algérie | Algérie | Algérie | Total | Total | Total |
| Saison                | Club                         | Division              | M.          | B.          | P.d.        | M.              | B.              | P.d.            | M.                | B.                | P.d.              | M.         | B.         | P.d.       | Comp.                          | M.                             | B.                             | P.d.                           | M.      | B.      | P.d.    | M.    | B.    | P.d.  |
| 2016-2017             | NA Hussein Dey               | Ligue 1               | 14          | 0           | 0           | 3               | 0               | 0               | -                 | -                 | -                 | -          | -          | -          | -                              | -                              | -                              | -                              | -       | -       | -       | 17    | 0     | 0     |
| 2017-2018             | NA Hussein Dey               | Ligue 1               | 21          | 3           | 5           | 1               | 0               | 0               | -                 | -                 | -                 | -          | -          | -          | -                              | -                              | -                              | -                              | -       | -       | -       | 22    | 3     | 5     |
| 2018-2019             | NA Hussein Dey               | Ligue 1               | 22          | 2           | 1           | 5               | 1               | 0               | -                 | -                 | -                 | -          | -          | -          | C2                             | 12                             | 0                              | 1                              | -       | -       | -       | 39    | 3     | 2     |
| 2019-2020             | NA Hussein Dey               | Ligue 1               | 3           | 1           | 0           | 2               | 0               | 0               | -                 | -                 | -                 | -          | -          | -          | -                              | -                              | -                              | -                              | -       | -       | -       | 5     | 1     | 0     |
| 2019-2020             | Girondins de Bordeaux (prêt) | Ligue 1               | -           | -           | -           | -               | -               | -               | -                 | -                 | -                 | -          | -          | -          | -                              | -                              | -                              | -                              | -       | -       | -       | 0     | 0     | 0     |
| Sous-total            | Sous-total                   | Sous-total            | 60          | 6           | 6           | 11              | 1               | 0               | -                 | -                 | -                 | -          | -          | -          | -                              | 12                             | 0                              | 1                              | -       | -       | -       | 83    | 7     | 7     |
| 2020-2021             | CD Tondela                   | Liga NOS              | 17          | 0           | 0           | 2               | 0               | 0               | -                 | -                 | -                 | -          | -          | -          | -                              | -                              | -                              | -                              | 1       | 0       | 0       | 20    | 0     | 0     |
| 2021-2022             | CD Tondela                   | Liga NOS              | 14          | 0           | 0           | 4               | 0               | 1               | 1                 | 0                 | 0                 | -          | -          | -          | -                              | -                              | -                              | -                              | 1       | 0       | 0       | 20    | 0     | 1     |
| 2022-2023             | CD Tondela                   | Liga 2                | 30          | 0           | 2           | 3               | 0               | 0               | 2                 | 0                 | 0                 | 1          | 0          | 0          | -                              | -                              | -                              | -                              | -       | -       | -       | 36    | 0     | 2     |
| Sous-total            | Sous-total                   | Sous-total            | 61          | 0           | 2           | 9               | 0               | 1               | 3                 | 0                 | 0                 | 1          | 0          | 0          | -                              | -                              | -                              | -                              | 2       | 0       | 0       | 76    | 0     | 3     |
| 2023-2024             | Gaziantep FK                 | Süper Lig             | 3           | 0           | 0           | -               | -               | -               | -                 | -                 | -                 | -          | -          | -          | -                              | -                              | -                              | -                              | -       | -       | -       | 3     | 0     | 0     |
| 2023-2024             | CR Belouizdad                | Ligue 1               | 12          | 0           | 0           | 3               | 0               | 0               | -                 | -                 | -                 | -          | -          | -          | -                              | -                              | -                              | -                              | -       | -       | -       | 15    | 0     | 0     |
| 2024-2025             | CR Belouizdad                | Ligue 1               | 3           | 1           | 0           | -               | -               | -               | -                 | -                 | -                 | -          | -          | -          | C1                             | 6                              | 1                              | 0                              | 1       | 0       | 0       | 10    | 2     | 0     |
| Sous-total            | Sous-total                   | Sous-total            | 15          | 1           | 0           | 3               | 0               | 0               | -                 | -                 | -                 | -          | -          | -          | -                              | 6                              | 1                              | 0                              | 1       | 0       | 0       | 25    | 2     | 0     |
| Total sur la carrière | Total sur la carrière        | Total sur la carrière | 139         | 7           | 8           | 23              | 1               | 1               | 3                 | 0                 | 0                 | 1          | 0          | 0          | -                              | 18                             | 1                              | 1                              | 3       | 0       | 0       | 187   | 9     | 10    |

### En sélection nationale
| Saison                | Sélection             | Phases finales        | Phases finales | Phases finales | Phases finales | Éliminatoires CDM | Éliminatoires CDM | Éliminatoires CDM | Éliminatoires CAN | Éliminatoires CAN | Éliminatoires CAN | Matchs amicaux | Matchs amicaux | Matchs amicaux | Total | Total | Total |
| Saison                | Sélection             | Compétition           | M              | B              | Pd             | M                 | B                 | Pd                | M                 | B                 | Pd                | M              | B              | Pd             | M     | B     | Pd    |
| --------------------- | --------------------- | --------------------- | -------------- | -------------- | -------------- | ----------------- | ----------------- | ----------------- | ----------------- | ----------------- | ----------------- | -------------- | -------------- | -------------- | ----- | ----- | ----- |
| 2020-2021             | Algérie               | -                     | -              | -              | -              | -                 | -                 | -                 | 1                 | 0                 | 0                 | -              | -              | -              | 1     | 0     | 0     |
| 2021-2022             | Algérie               | CAN 2021              | -              | -              | -              | 1                 | 0                 | 0                 | -                 | -                 | -                 | -              | -              | -              | 1     | 0     | 0     |
| 2024-2025             | Algérie               | -                     | -              | -              | -              | -                 | -                 | -                 | 1                 | 0                 | 0                 | -              | -              | -              | 1     | 0     | 0     |
| Total sur la carrière | Total sur la carrière | Total sur la carrière | -              | -              | -              | 1                 | 0                 | 0                 | 2                 | 0                 | 0                 | -              | -              | -              | 3     | 0     | 0     |

### Matchs internationaux
La liste ci-dessous dénombre toutes les rencontres de l'Équipe d'Algérie de football auxquelles Naoufel Khacef prend part, du 29 mars 2021 jusqu'à présent.

## Palmarès

### En club
| CD Tondela                                                                             | CR Belouizdad (1)                                                             |
| -------------------------------------------------------------------------------------- | ----------------------------------------------------------------------------- |
| - Coupe du Portugal : - Finaliste : 2022 - Supercoupe du Portugal : - Finaliste : 2022 | - Ligue 1 : - Vice-champion : 2024 - Coupe d'Algérie (1) : - Vainqueur : 2024 |